# Neuhemsbach
Neuhemsbach là một đô thị ở huyện Kaiserslautern, trong bang Rheinland-Pfalz, phía tây nước Đức. Đô thị Neuhemsbach có diện tích 6,66 km², dân số thời điểm ngày 31 tháng 12 năm 2006 là 834 người.